# Talp daurat d'Arend
El talp daurat d'Arend (Carpitalpa arendsi) és una espècie de talp daurat originària de Moçambic i Zimbàbue. Els seus hàbitats naturals són els boscos temperats, boscos secs tropicals o subtropicals, montanes humides tropicals o subtropicals, zones herboses temperades, zones herboses seques de terres baixes tropicals o subtropicals, terres arables, pastures, plantacions, jardins rurals, zones urbanes i vegetació introduïda. Està amenaçat per la pèrdua d'hàbitat.
És l'única espècie del gènere Carpitalpa, creat per a aquesta espècie després que fos separada del gènere Chlorotalpa.